# فورد بیب
فورد بیب (انگلیسی: Ford Beebe; ۲۶ نوامبر ۱۸۸۸ – ۲۶ نوامبر ۱۹۷۸) یک فیلم‌نامه‌نویس، و کارگردان اهل ایالات متحده آمریکا بود. وی بین سال‌های ۱۹۱۶ تا ۱۹۷۷ میلادی فعالیت می‌کرد.
از فیلم‌هایی که وی در آن‌ها نقش داشته‌است، می‌توان به قانون وحش اشاره نمود.